# ماراثوبوليس (ميسينيا)
ماراثوبوليس (Μαραθόπολις) هي مدينة في ميسينيا في مقاطعة كينتريكي إلادا في اليونان.